# Старый Живецкий замок
Старый Живецкий замок (пол. Stary Zamek w Żywcu) — замок, расположенный в городе Живце в Силезском воеводстве в Польше.

## История
Замок расположен на месте средневекового замка, разрушенного в 1477 году в результате военной акции короля Казимира IV Ягеллончика против рода Коморовских герба Корчак. Эту военную акцию описал Ян Длугош. Замок был перестроен в 1485—1500 годах; дальнейшее развитие было осуществлено в 1567 году родом Коморовских. Благодаря усилиям Яна Спитко Коморовского был построен аркадный ренессансный двор, который сохранился в первоначальном виде до нашего времени.
С 2005 года в Старом Живецком замке находится Городской музей. В постоянной экспозиций музея находится, например, этнографическая выставка, дополняющяя Путь деревянной архитектуры Силезского воеводства.
В 2014 году Габсбурги отказались от своих претензий по реприватизации Старого замка и Габсбургского парка.

## Галерея

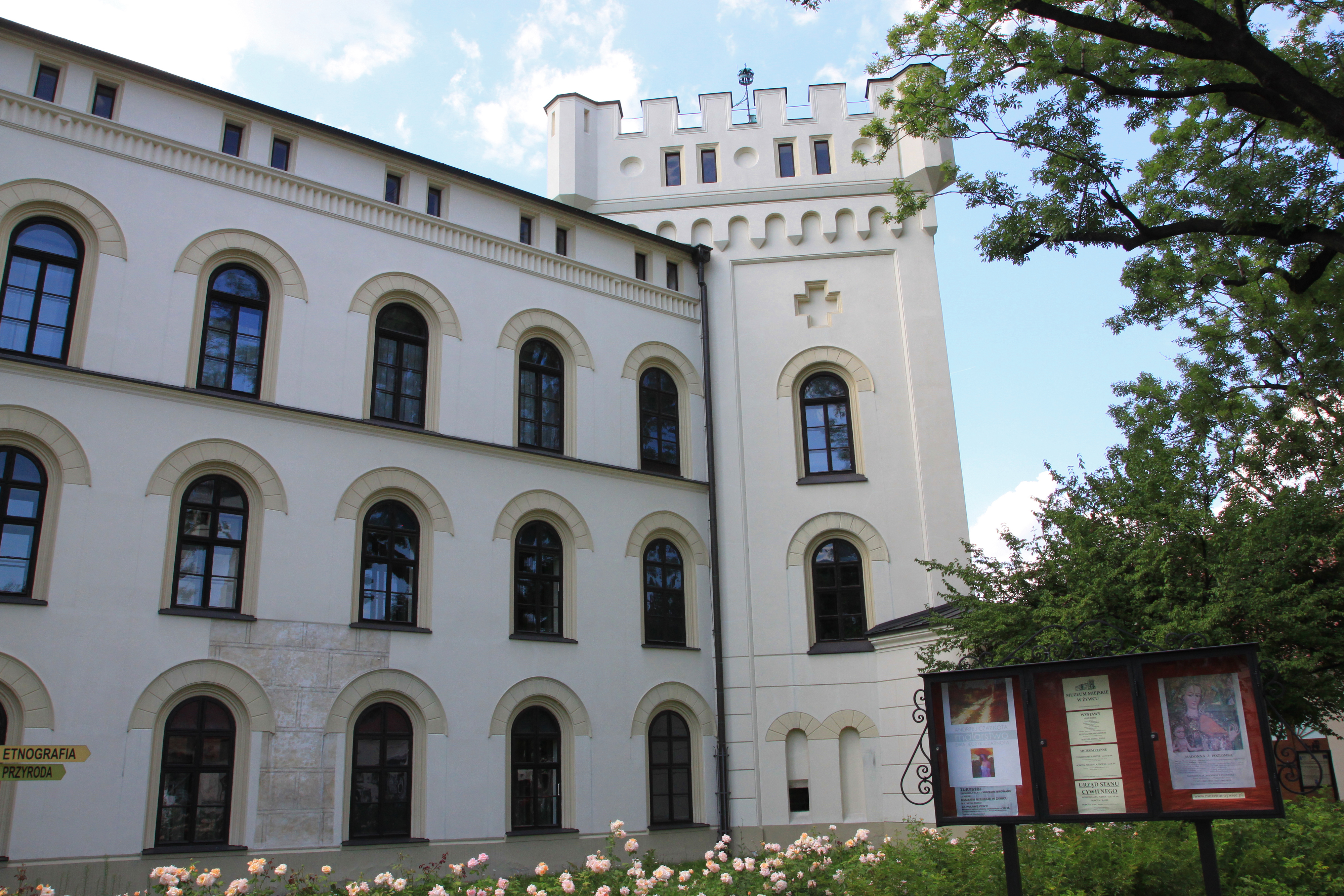
Башня замка
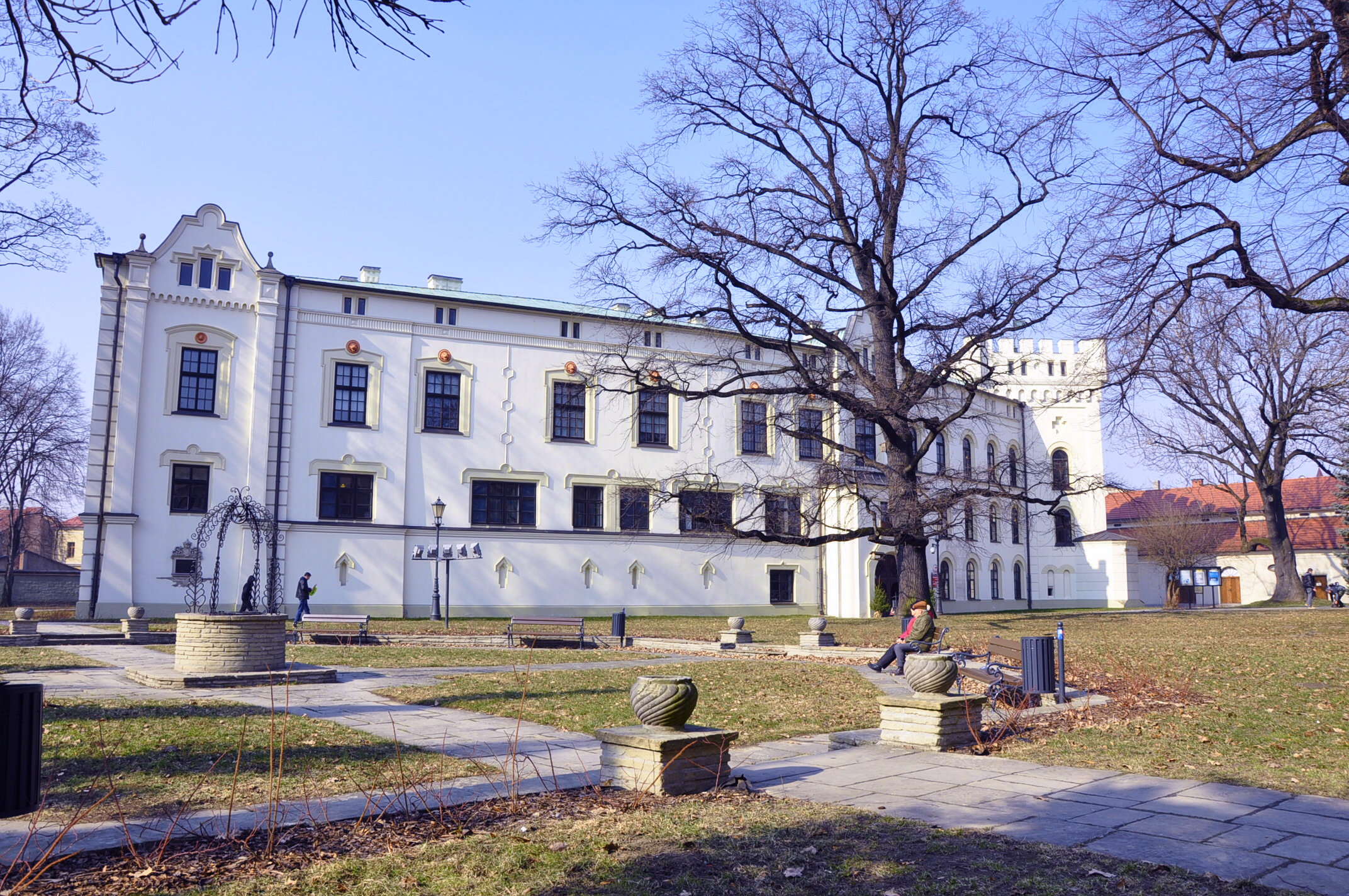
Вид замка
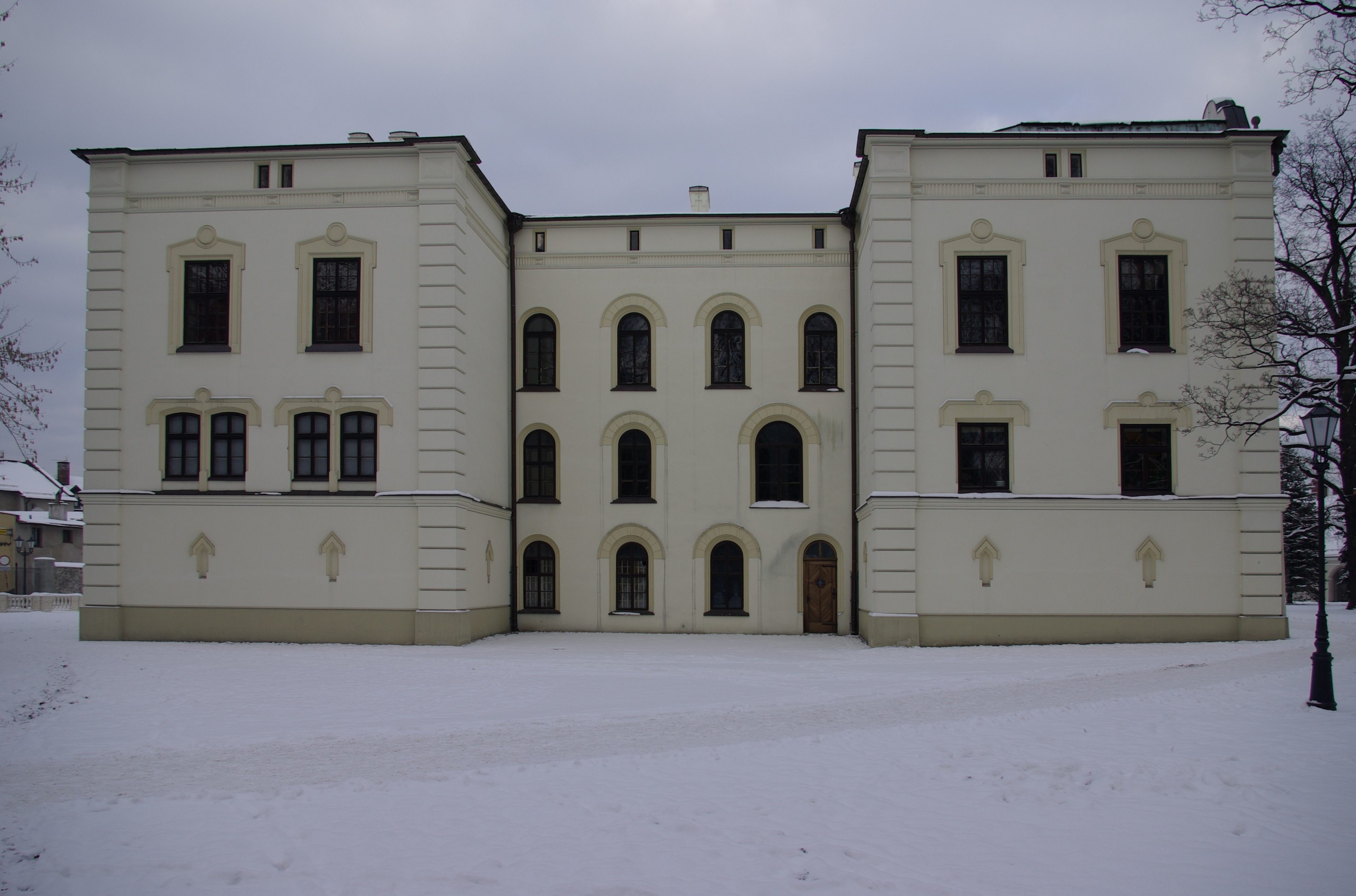
Замок с южной стороны
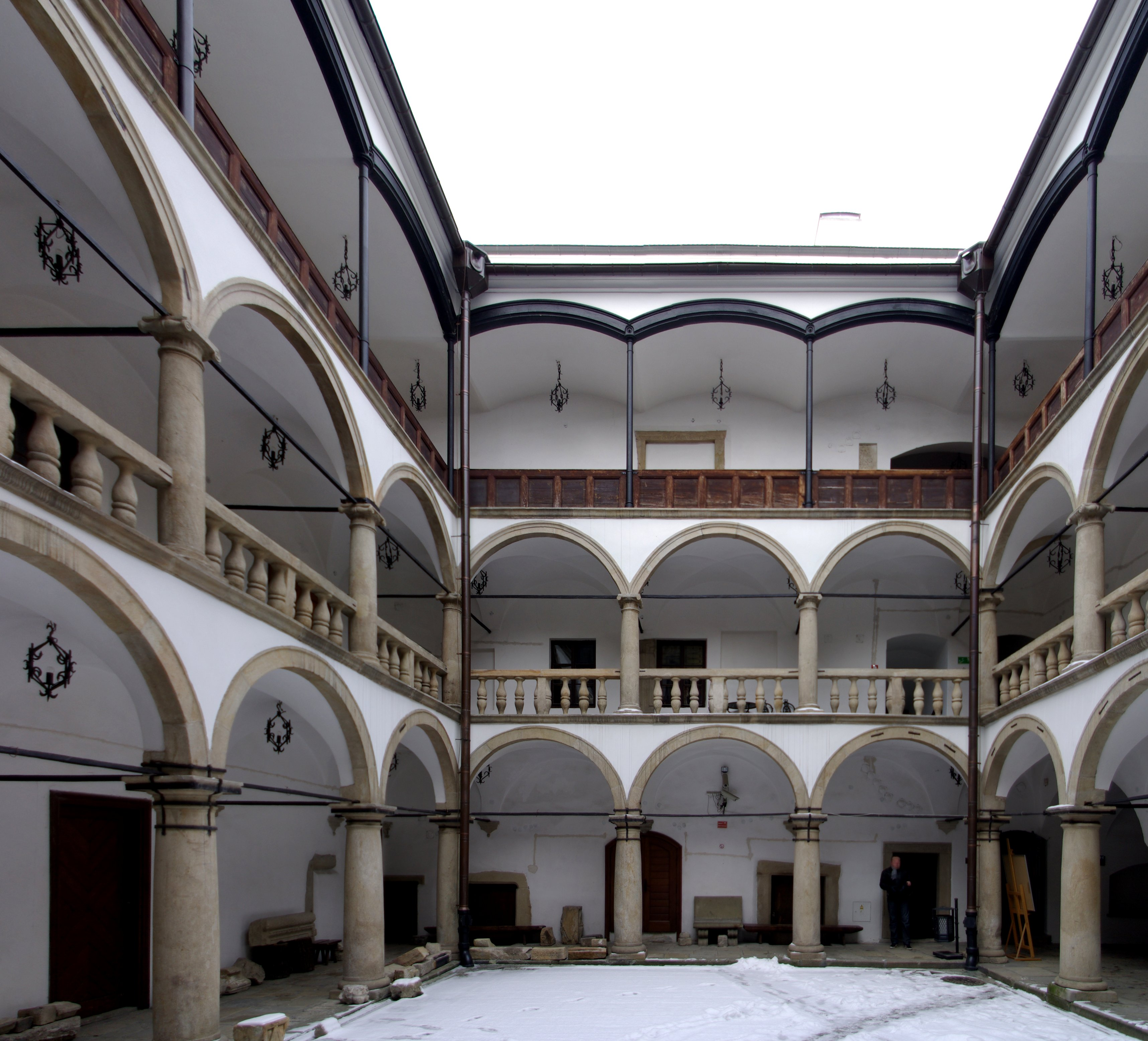
Аркадный двор замка
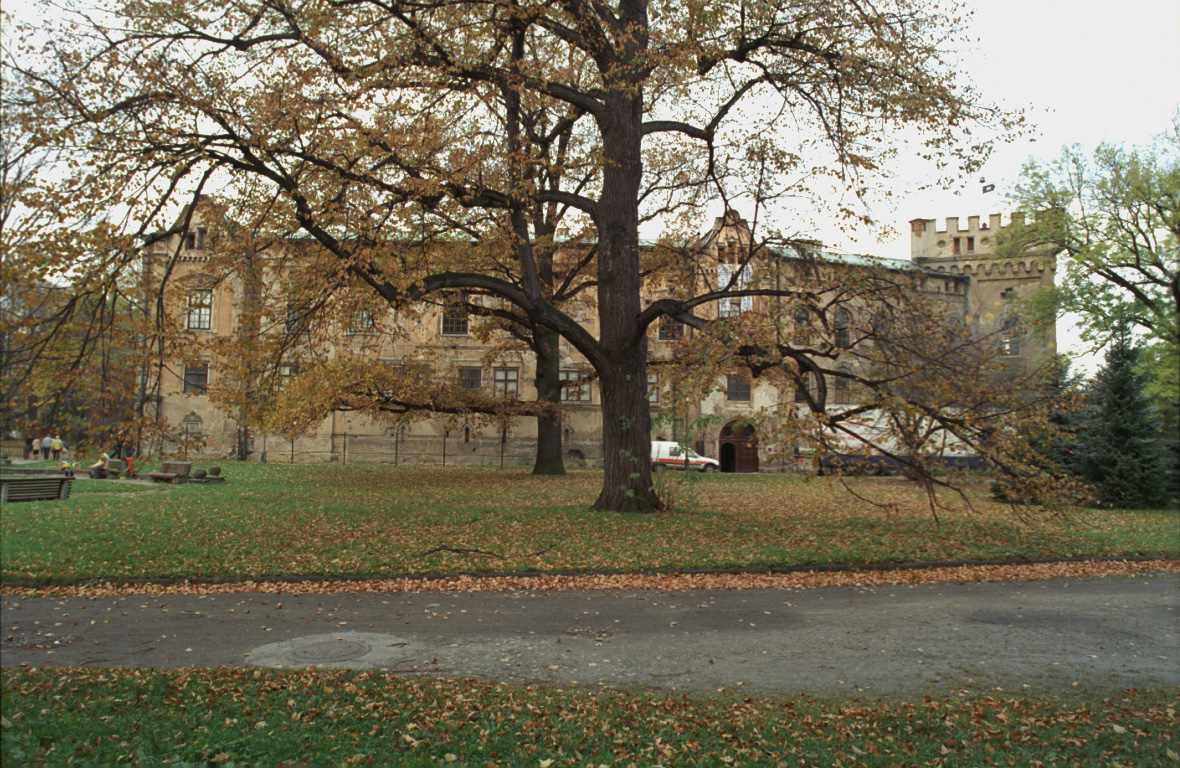
Замок к ремонту